# Vratislav Brabenec
Vratislav Brabenec (* 28. dubna 1943 Horní Počernice) je český hudebník a literát, znám především z klasické sestavy hudební skupiny The Plastic People of the Universe, jejímž byl a je členem v letech 1972–1982 a 1997–2021. Rovněž je zásadním autorem mnoha textů skupiny, zejména z alb Co znamená vésti koně a Maska za maskou, úpravy textů ze Starého a Nového zákona pro program Pašijové hry velikonoční a úpravy textů Ladislava Klímy k programu Jak bude po smrti.

## Život

### Mládí a studia (1943–1971)
Narodil se v Horních Počernicích (dnes součást Prahy) v rodině poštovního úředníka. V pěti letech přežil dopravní nehodu, když ho srazilo auto a on ležel několik dní v komatu. Od třinácti let se na lidové škole umění v Mělníku učil hře na klarinet, o rok později přešel na saxofon. Jeho oblíbeným stylem byl jazz. V letech 1957–1961 vystudoval mělnickou Střední zemědělskou technickou školu, obor zahradnictví. Při studiu si přivydělával hrou na saxofon ve vinárnách, na plesech a tanečních zábavách. Seznámil se se Svatoplukem Karáskem, se kterým založil kapelu Potkani a v roce 1960 "divadlo malých forem", které nemělo dlouhé trvání.
V letech 1961–1964 pracoval jako zahradnický technik a projektant. Jelikož se chtěl stát farářem, v letech 1964–1969 studoval teologii na Komenského evangelické bohoslovecké fakultě v Praze (dnešní Evangelické teologické fakultě UK v Praze - ETF UK) ale studium nedokončil, neboť dle svých slov zjistil, že na toto povolání nemá vlohy. V letech 1963–1968 hrál v profesionálním swingovém souboru The Cats Jass Band a začal experimentovat s tzv. zvukovou poezií a s lettrismem. První básně zveřejnil v roce 1968 v Kostnických jiskrách. V roce 1969 odjel na půl roku do Velké Británie. Po návratu opět pracoval v zahradnictví, při rekonstrukci parků, například v Bílině nebo Měšicích u Prahy.

### Členem PPU (1972–1982)
V roce 1972 se setkal s manažerem rockové skupiny The Plastic People of the Universe Ivanem Martinem Jirousem. Jirous poté, co slyšel Brabence hrát, mu nabídl místo v kapele. Kapela v té době prakticky nemohla oficiálně vystupovat a pohybovala se v undergroundu. Brabenec Jirousovu nabídku přijal, pod podmínkou, že kapela se místo coververzí písní zahraničních kapel zaměří na vlastní tvorbu v českém jazyce. V Plastic People hraje na altsaxofon, basklarinet, klarinet a zpívá. Vedle baskytaristy Milana Hlavsy se stal výraznou postavou skupiny. Napsal také mnoho písňových textů (například k albu Co znamená vésti koně, úpravy textů ze Starého a Nového zákona pro program Pašijové hry velikonoční, a úpravy textů Ladislava Klímy k programu Jak bude po smrti).
Stal se členem recesistického uměleckého sdružení Křížovnická škola čistého humoru bez vtipu, z jejíhož středu vzešla undergroundová skupina Sen noci svatojánské band, jejímž členem několik let byl. Nadále se věnoval psaní básní; ty nemohly legálně vycházet a šířeny byly formou samizdatu.
Od roku 1975 byl sledován Státní bezpečností (StB) – nejprve jako prověřována osoba, později jako nepřátelská osoba. Roku 1976 byl spolu s ostatními členy PPU a dalších undergroundových skupin z politických důvodů zatčen a obviněn z údajného výtržnictví. Z devatenácti obviněných hudebníků byli nakonec odsouzeni ti, kteří za sebou měli studium na vysoké škole. Brabenec byl coby nedostudovaný bohoslovec odsouzen k osmi měsícům odnětí svobody. Tento rozsudek byl v roce 2003 zrušen Nejvyšším soudem.
Ze setkání lidí, kteří proti tomuto procesu protestovali, vznikla iniciativa Charta 77. Brabenec ihned po svém propuštění podepsal její prohlášení.. Nadále působil v PPU, jejichž tvorbu v té době výrazně odklonil od rocku a písňové formy směrem k experimentální hudbě, improvizaci a vytváření rozsáhlejších projektů. Naživo ale od propuštění až do roku 1981 odehráli kvůli zostřenému tlaku režimu pouze tři koncerty. Ve všech případech šlo o zhudebněné Brabencovy texty – Pašijové hry velikonoční (1978), Jak bude po smrti (1979) a Co znamená vésti koně (1981). Napsal velikonoční divadelní hru Svědkové, která byla uvedena v roce 1978 amatérským divadlem v Horních Počernicích. Libreto dalšího projektu na motivy románu Alexandra Solženicyna Souostroví Gulag už nedokončil.
Stále byl komunistickým režimem považován za nebezpečného a Státní bezpečnost si ho vybrala do své Akce Asanace, při které měli být odpůrci režimu donuceni k emigraci. Zprvu vzdoroval, ale poté, co mu StB vyhrožovala únosem dvouleté dcery, tlaku podlehl a roku 1982 s manželkou a dcerou odcestoval do Kanady.

### Život v exilu (1982–1997)
V Kanadě se živil jako zahradní architekt, podílel se na ochraně původních dešťových pralesů a porostů mírného pásma. Od roku 1989 vystupoval v duu s Josefem Karafiátem, nahrávky z koncertů byly vydány v roce 2007 pod názvem Kanadské vytí. S nelibostí nesl, že nástupnická kapela Plastic People (kteří se v roce 1986 rozpadli), Půlnoc, koncertuje bez problémů a z komerčních důvodů bývá vydávána za původní "Plastiky".
Také se věnoval literární tvorbě, napsal též divadelní hru Věž (babylónská) (1989). Jeho tvorba vycházela samizdatově i Československu. Po Sametové revoluci žil v letech 1992–1997 střídavě v Kanadě a v Československu (později Česku). V roce 1995 nahrál s Karafiátem, členem PPU Janem Brabcem, Filipem Topolem, Petrou Oplíštilovou a Janem Komárkem CD Konec léta. S většinou spoluhráčů z PPU se ale příliš nestýkal.
Teprve v roce 1997 se zúčastnil reunionu Plastic People ve Španělském sále Pražského hradu u příležitosti 20. výročí vydání prohlášení Charty 77. Koncert byl úspěšný, a kapela se rozhodla obnovit vystupování. Spolu s Brabencem se členem kapely stal také Josef Karafiát, se kterým Brabenec hrál v kanadské emigraci.
Téhož roku se Brabenec natrvalo vrátil z Kanady, už bez manželky a dcery..

### Od návratu z emigrace (1997–současnost)
V roce 2001 zemřel frontman PPU Milan Hlavsa, a Brabenec se postupně stal vůdčí osobností obnovené skupiny. Natočil s ní studiová alba Líně s tebou spím a Maska za maskou, na která přispěl několika texty. Hrál i s freejazovou kapelou Jazz Khonspiracy. Je autorem libreta k opeře Vlaková opera, kterou složil Michal Nejtek, a která měla premiéru v roce 2007. V roce 2010 vyšel knižní rozhovor s Brabencem nazvaný Evangelium podle Brabence, o čtyři roky později se dočkal filmového dokumentárního zpracování.
Vydal také tři sólová alba s Josefem Karafiátem: Začni u stromu (2006), Kanadské vytí (2007, s Janem Komárkem) a Létání je snadné (2013). Hostoval na albu Příběhy podle Brabence' skupiny Burgtheater, která se zabývá zhudebňováním Brabencových textů.
V roce 2015 došlo v The Plastic People of the Universe ke sporům, které vedly z toho, že Brabenec kapelu opustil; spolu s ním se rozhodli odejít i Eva Turnová, Jaroslav Kvasnička a Josef Janíček. Brabenec, Janíček a Kvasnička pak začali vystupovat s novými spoluhráči pod původním názvem. Ve vystupování pod původním názvem pokračovali i zbývající členové původní sestavy Josef Karafiát a Jiří Kabeš, a obě uskupení se přou o to, kdo má právo používat název The Plastic People of the Universe. V roce 2021 Brabenec s Plastic People přestal definitivně vystupovat a postupně kvůli zdravotním problémům omezil veškeré hudební aktivity. Občasně vystupuje s vlastní kapelou Pal-Post Unit a věnuje se psaní básní a sloupků pro Divadelní noviny.
Věnuje se také tvorbě pro děti. Roku 2005 pro ně vydal knihu Všude je střed světa, a v roce 2016 Pajasan. Dětem předčítal na akci Děti, čtete?.

## Filmová kariéra
Je protagonistou několika dokumentů o The Plastic People of the Universe a undergroundové scéně. V roce 2014 o něm režisér Miroslav Janek natočil dokumentární film Evangelium podle Brabence.
Od roku 2005 též občasně působí jako filmový herec. Ve filmu …a bude hůř ztvárnil válečného veterána. Roku 2013 hrál roli hospodského v pohádkovém filmu Kovář z Podlesí. Rovněž daboval postavu draka. Následujícího roku hrál jednu z hlavních rolí ve snímku Odborný dohled nad východem Slunce, o čtyři roky později si roli zopakoval v pokračování Odborný dohled nad výkladem snu; trilogii by měl uzavřít snímek Odborný dohled nad vlastním pohřbem.

## Soukromý život, další aktivity
V roce 1977 se oženil s básnířkou a výtvarnicí Marií Benetkovou. Spolu mají dceru Nikolu. Později se rozvedli.
V roce 2012 podpořil požadavek na propuštění členek ruské punkové skupiny Pussy Riot. Tři členky skupiny byly za údajné výtržnictví, kterého se měly dopustit hraním písně, odsouzeny k nepodmíněným trestům odnětí svobody – stejně jako Brabenec o 36 let dříve. Podpořil squat Autonomní sociální centrum Klinika.
V roce 2016 založil s ilustrátorem Richardem Pechou nakladatelství Vršovice 2016. Nakladatelství vydává především díla zmíněné dvojice.

## Hodnocení tvorby
Ondřej Bezr z Mladé Fronty DNES popsal Brabence takto: „mimořádně charismatická osobnost, která s patosem starozákonního proroka a zároveň drsností "vykaleného" rockera [...] deklamuje vlastní obvykle biblicky inspirované texty.“ Vladimír „Lábus“ Drápal charakterizoval Brabencovu poezii a písňové texty jako „... chrlení slov, vizí, příběhů a dlouhých litanií. Brabenec se často Obrací k Bohu, ale v jeho básních lze vysledovat zálibu ve filozofii a otázkách bytí, jedním ze stěžejních bodů jeho poezie je i láska – láska k člověku, láska k přírodě a její fauně a flóře, láska k životu.“ Slovník české literatury o jeho tvorbě napsal: „Pro Brabencovy básně ve volných verších či básně v próze jsou příznačné četné literární citace, neologismy, ignorováním gramatických i grafických pravidel jazyka a časté užívání nespisovných až slangových výrazů. Pro jeho poetiku je rovněž typická technika prudkého asociativního střídání zdánlivě spolu nesouvisejících obrazů, která však nemá charakter automatických textů surrealistických, ale je podřízena předem stanovenému a většinou ironicky pojatému tématu. Odtud snad i Brabencův sklon k epičnosti, jenž se projevuje ve vytváření rozsáhlejších cyklů.“

## Diskografie

### s Plastic People of the Universe
Naleznete v článku The Plastic People of the Universe

### Sólová alba
- Vratislav Brabenec, Jan Komárek, Filip Topol, Petra Oplištilová, Joe Karafiát, Jan Brabec – Konec léta (1995, Black Point)
- Mirka Křivánková, Gary Lucas, Vratislav Brabenec, Zdeněk Dvořák, Tomáš Reindl – Free Flying (2004, Faust Records)
- Vratislav Brabenec, Joe Karafiát – Začni u stromu (2006, Guerilla Records)
- Vratislav Brabenec, Joe Karafiát, Jan Komárek – Kanadské vytí (2007, Guerilla Records)
- Vratislav Brabenec, Joe Karafiát – Létání je snadné (2013, Guerilla Records)
- Burgtheater a Vratislav Brabenec – Příběhy podle Brabence (2013, Guerilla Records)
- Vratislav Brabenec, Joe Karafiát, Jazz Khonspiracy – Šaman bez kmene, bez rodu, bez prérie (2018)
- Vratislav Brabenec, Jan Komárek, Monika Knoblochová, Ivan Macúch, Lukáš Polák, Pal-Post Unit – Růže na kmínku (2021, Black Point)
- Vratislav Brabenec, Anna Romanovská, Petr Tichý, Michal Hrubý – Nejsem na to zvyklá (2023, Guerilla Records, EAN 8594156571948)

### Hostování
- Dáša Vokatá: Dáša Vokatá (2000)
- Stolní společnost: Večery (2006)
- Žabí hlen: Žabí hlen (2008)
- Lucie: EvoLucie (2018)
- Concept Art Orchestra: 100 Years (2020)
- Papír Sklo Plasty Jirka Kára (2022)
- DG 307: Hrad Houska 1975 (2023)

## Filmografie
- …a bude hůř (2007)
- Gorila (2011)
- Kovář z Podlesí (2013)
- Odborný dohled nad východem Slunce (2014)
- Evangelium podle Brabence [film, dokumentární]. ČR. 2014. Režie a kamera Miroslav Janek, scénář Miroslav Janek, Renáta Kalenská, hudba Vratislav Brabenec, Joe Karafiát. 90 min.
- Odborný dohled nad výkladem snu (2018)
- Cena za štěstí (2019)
- Ztraceni v ráji (2020)
- Tichý společník (2021)
- Vigodasi (2023)